# Axel Fredrik Palander
Axel Fredrik Palander, född den 10 februari 1802 i Karlskrona, död där den 27 augusti 1857, var en svensk sjömilitär.
Palander blev extra skeppsgosse 1817 och arklimästare vid örlogsflottan samma år. Han avlade sjöartilleriexamen 1818 och sjöofficersexamen i Karlskrona 1819. Palander blev sekundlöjtnant vid flottan 1820 och premiärlöjtnant 1829. Han tjänstgjorde i handelsflottan 1820–1829 och  deltog ombord på det ryska ångfartyget Herkules i de astronomiska observationerna för bestämmande av Östersjöorternas geografiska läge under 1833. Palander blev kaptenlöjtnant 1841 och kapten 1844. Han var tygmästare vid flottans station i Karlskrona 1845–1846. Palander befordrades till kommendörkapten 1852. Han blev chef vid Karlskrona örlogsvarv 1855. Palander blev riddare av Svärdsorden 1848.
Axel Fredrik Palander var måg till Arnold du Rées, bror till Arwid Adolf Palander och far till Louis Palander.